# جيك بيلكنجتون
جيك بيلكنجتون (بالإنجليزية: Jake Pelkington)‏ مواليد 3 يناير 1916 في نيويورك - الوفاة 1 مايو 1982، كان لاعب كرة سلة أمريكي. بلغ طوله 6 قدم 6 بوصة (2.0 م). لعب مع ديترويت بيستونز في الدوري الأمريكي لكرة السلة للمحترفين وبالتيمور باليتس.

## روابط خارجية
- جيك بيلكنجتون على موقع إن بي أي (الإنجليزية)
- جيك بيلكنجتون على موقع سبورتس رفرنس (الإنجليزية)
- جيك بيلكنجتون على موقع ريلجم (الإنجليزية)
- جيك بيلكنجتون على موقع بروبوليرز (الإنجليزية)
- جيك بيلكنجتون على موقع سبورتس رفرنس (الإنجليزية)